# Zmijinac
Zmijinac (zmijanac, močvarni zmijanac, močvarni zmijinac, lat. Calla), rod otrovnih trajnica iz porodice Araceae (kozlačevke) čiji je jedini predstavnik vodeni kozlac ili močvarni zmijanac (Calla palustris), biljka raširena po Europi, umjerenoj Aziji i Sjevernoj Americi od Newfoundlanda do Aljaske i na jug do Marylanda i Iowe.
Ime roda nalazi se još kod Plinija, a ime vrste palustris, oznaka je za močvarno područje na kojem živi. 
Naraste do 40 cm visine, stabljika je uspravna, podanak je dug do 50 cm, debeo i šupalj, a listovi sjajni, kožasti i jajoliki, srcolike osnove. Cvjetovi su žućkastozeleni, cvatu od svibnja do srpnja. Plodovi su crvene bobe, od kojih svaka sadrži nekoliko sjemenki.
U Hrvatskoj je ova vrsta kritično ugrožena i strogo zaštićena, a uzgaja se i kao ukrasna biljka. Ima je u Gorskom kotaru

## Vrste
1. Calla palustris L.

## Sinonimi
- Calla aethiopica L. = Zantedeschia aethiopica (L.) Spreng.
- Calla calyptrata Roxb. = Schismatoglottis calyptrata (Roxb.) Zoll. & Moritzi
- Calla elliottiana (W. Watson) W. Watson = Zantedeschia elliottiana (W. Watson) Engl.
- Calla humilis Jack = Homalomena humilis (Jack) Hook. f.
- Calla montana Blume = Rhaphidophora montana (Blume) Schott
- Calla occulta Lour. = Homalomena occulta (Lour.) Schott
- Calla oculata Lindl. = Zantedeschia albomaculata subsp. albomaculata
- Calla polyphylla Blanco = Arisaema polyphyllum (Blanco) Merr.
- Calla sagittifolia Michx. = Peltandra sagittifolia (Michx.) Morong
- Calla sylvestris Blume = Rhaphidophora sylvestris (Blume) Engl.

## Galerija
- C. palustris
- C. palustris
- C. palustris
- C. palustris